# Keboguyang
Keboguyang is een bestuurslaag in het regentschap Sidoarjo van de provincie Oost-Java, Indonesië. Keboguyang telt 4643 inwoners (volkstelling 2010).